# Comunicat de premsa
Un comunicat de premsa o nota de premsa és una comunicació escrita o gravada dirigida als membres dels mitjans de comunicació per tal d'anunciar quelcom ostensiblement d'interès periodístic. Normalment, s'envia per correu, per fax o per correu electrònic a redactors dels diaris, revistes, emissores de ràdio, estacions de televisió i/o cadenes de televisió. Els lloc web han canviat la forma en la qual es transmeten els comunicats de premsa, ja que els comercials estan basats en honoraris de premsa als mitjans de distribució, pel qual serveis de notícies per cable, o serveis web gratuïta coexisteixen, el que fa que la distribució de notícies sigui més assequible i igualitària per a les petites empreses. Aquests llocs web tenen un apartat de comunicats de premsa i es poden cercar a través dels motors de cerca més importants.
L'ús de comunicats de premsa és comú en l'àmbit de les relacions públiques (PR). En general, l'objectiu és atreure l'atenció dels mitjans de comunicació favorables al client i/o garantir la publicitat de productes o esdeveniments comercialitzats pels clients. Un comunicat de premsa ofereix als periodistes una subvenció de la informació que conté els elements bàsics necessaris per desenvolupar una notícia. Un comunicat de premsa pot anunciar una sèrie de notícies, tals com esdeveniments programats, promocions personals, premis, nous productes i serveis, vendes i altres dades financeres, assoliments, etc. Sovint s'utilitzen en la generació d'un reportatge o són enviats per tal d'anunciar conferències de premsa, pròxims esdeveniments o un canvi en la corporació.
L'objectiu final d'un comunicat de premsa no és un periodista ni un mitjà, sinó l'audiència que aquest té a través d'ells. Per aconseguir la seva publicació, el comunicat s'ha d'adequar a estructures comunicatives i a les rutines professionals dels periodistes, com són els criteris de noticiabilitat.